# Bóng bầu dục tại Đại hội Thể thao Đông Nam Á 2007

Giải bóng bầu dục tại Đại hội Thể thao Đông Nam Á 2007 diễn ra từ ngày 9 đến ngày 11 tháng 12 năm 2007 với 2 nội dung thi đấu.

## Xếp hạng theo quốc gia
| Hạng | Đoàn        | Vàng | Bạc | Đồng | Tổng |
| ---- | ----------- | ---- | --- | ---- | ---- |
| 1    | Thái Lan    | 2    | 0   | 0    | 2    |
| 2    | Singapore   | 0    | 1   | 1    | 2    |
| 3    | Philippines | 0    | 1   | 0    | 1    |
| 4    | Lào         | 0    | 0   | 1    | 1    |
| Tổng | Tổng        | 2    | 2   | 2    | 6    |

## Bảng huy chương
| Nội dung | Vàng | Bạc | Đồng |                                                                |
| -------- | --- | --- | --- | -------------------------------------------------------------- |
| Nam      | Thái Lan Sirisab Pathomrat Thiengtrong Sarayuth Thumsanit Thummasuk Mitlux Somsak Sangwan Noppadon Khankoet Warongkorn Phakhoontorn Chatree Vanidworaphong Totsaporn Pattarapagorn Rit Jarounapat Parwej Meepin Khanthipong Jaisutti Anuchit  | Philippines Flower Ndel Wolff Andrew Ching Jasper Dacanay Austin Chatting Mark Letts Michael Holgate Garet Saunders Oliver Saunders Matthew Saunders Benjamin Zappa Rubert Morris Harry                                             | Singapore Jingxiang Rong Bin Amran Mohammad Suhaimi Bin Akadir Mohammad Ismailm Chin Hong Tong Naim Bin Hairul Tian Ren Desmond Wee Chung Jin Bryan Ng Siong Oon Daniel Thiam Daniel Mael Kwo Chow Bin Jaaman Hadizan Hua Jie Derek Chan Kenneth David Teo | chi tiết Lưu trữ ngày 22 tháng 10 năm 2012 tại Wayback Machine |
| Nữ       | Thái Lan Buktet Jutamas Tarik Praphaiphit Somjit Oiatchara Bunrak Butsaya Suansomboon Boonsong Saipin Pranee Khongphrai Saranya Worakitsirikun Naritsara Liamrat Uthumporn Wongwangchan Phanthippha Suphapahttaranon Sujitra Yusri Chitchanok | Singapore Leung Wai-Mun Yeoh Yai Kuan Serena Teh Chia Hwee Krristy Aslinda Binte Abdullah Tay Gek Sie Eunice Chua Jialing Derelyn Lim Siok Feng Jeslyn Ang Wei Yi Wang Shao-Ing Chan Wan Cheng Zheng Yiting Haseena Bte Allapitchay | Lào Somphophet Soodthida Thongmala Viengphane Songkham Valailack Somthavy Kongchai Vongsouvath Mouksy Chithikath Buavanh Latsavong Xeokham Vongvilay Phoutawan Daosisavan Malaythong Sonenaly Sisonexay Hansakda Khouanpasa Inthilath Manyvan              | chi tiết Lưu trữ ngày 11 tháng 1 năm 2013 tại Wayback Machine  |